# Octa de Kent
Octa (h. 500-h. 543), también llamado Octha, fue un rey anglosajón de Kent durante el siglo VI. Las fuentes discrepan sobre su parentesco con los demás reyes de su linaje; pudo haber sido hijo de Hengest u Oisc, y padre de Oisc o Eormenric. Las fechas de su reinado no están claras, pero es posible que haya gobernado del 512 al 534 o del 516 al 540. A pesar de su oscura historia documentada, Octa causó un gran impacto en los britanos, quienes describen sus hazañas en diversas fuentes.

## Como personaje literario
Octa aparece en la crónica pseudohistórica Historia Regum Britanniae, de Godofredo de Monmouth, del siglo XII. Las primeras escenas donde aparece están tomadas directamente de la Historia Brittonum, mientras que las escenas posteriores no tienen origen conocido y probablemente fueron inventadas por Godofredo. Al igual que en la Historia Brittonum, Octa es llevado a Britania por su padre con el consentimiento de Vortigern. Más tarde, Vortigern es depuesto por el legítimo Rey de los britanos, Ambrosio Aureliano (personaje histórico) y Hengest es capturado y posteriormente ejecutado. Octa lidera a sus hombres hacia York y continúa hostigando a los britanos, junto con su pariente Eosa. Aurelio sitia York, y finalmente Octa se rinde. Negocia una tregua en la que se permite a los sajones permanecer en el norte de Britania como vasallos de Aurelio. Sin embargo, tras la muerte de Aurelio, Octa y Eosa consideran que el tratado ya no es vinculante y reanudan su beligerancia. El nuevo rey, el hermano de Aureliano Uther Pendragon, lidera sus ejércitos contra los sajones y los derrota en un ataque nocturno sorpresa. Octa y Eosa son hechos prisioneros, pero finalmente escapan y regresan a Alemania. Después vuelven con un vasto ejército, y Uther los reencuentra en una batalla en la que Octa y Eosa finalmente mueren.
Es posible que Octa aparezca en la literatura artúrica galesa como Osla Cuchillo Grande, aunque este personaje podría identificarse mejor con Offa de Mercia. Este Osla aparece en dos relatos en prosa medieval, Culhwch y Olwen (c. 1100) y El sueño de Rhonabwy (siglos XII o XIII). En Culhwch, forma parte del séquito del Rey Arturo; aparece en una lista de los seguidores de Arturo, y se describe su arma, "Bronllavyn Short Broad", lo suficientemente ancha como para que el ejército de Arturo la usara como puente. Osla participa más tarde en la caza del gran jabalí Twrch Trwyth, durante la cual casi se ahoga cuando la funda de su gran cuchillo se llena de agua. En «Rhonabwy», Osla es el oponente de Arturo en la Batalla del Monte Badon.